# Мавзолей Героев (Румыния)
Мавзолей Героев (рум. Mausoleul Eroilor, известный также как рум. Mausoleul de la Mateiaș) — памятник героям Первой мировой войны, расположенный в Румынии (Арджеш). Памятник вошёл под 1010-м номером (код AG-IV-I A-14017) в «Список исторических памятников» страны, обновленный Министерством культуры Румынии 8 июля 2004 года.

## История
На этом месте, в так называемой «зоне Mateiașului» группе румынских войск (рум. Group Namaiesti) — во главе с генералом Траяном Гайсеану (рум. Traian Găiseanu) — включавшей подразделения из 22-й и 12-й пехотных дивизия удалось противостоять более многочисленному, лучше вооружённому и более подготовленному противнику. С 25 сентября (8 октября, по новому стилю) по 10 (23) ноября 1916 года в регионе шли упорные бои, которые остановили продвижение войск Центральных держав на румынской равнине. Но, из-за прорыва на другом участке фронта, 16 (29) ноября румынским солдатам двух дивизий было приказано отступить к Тырговиште.

## Памятник
Мавзолей был построен в период между 1928 и 1935 годами, по проекту архитектора Думитру Ионеску Беречета; руководил строительством Де Николо. В конструкции был использован в основном известняк Albesti. Здание состоит из двух объектов: горизонтального склепа, в котором помещена 31 крипта с останками 2300 солдат, а на стенах которого укреплены мраморные плиты с именами погибших воинов, и башни, на вершину которой ведёт спиральная лестница.
Из-за протечек воды через известняковые стены, в период с 1945 по 1976 год Мавзолей Героев претерпел капитальный ремонт. 4 марта 1977 года землетрясение вызвало многочисленные трещины, так что в 1978 году вновь были проведены работы по обновлению здание.
Мавзолей был расширен в 1980—1984 годы за счет строительства дополнительных парадных террас и лестниц, а также — залов музея и барельефа высотой в 16 м, выполненного скульптором Эйдрианом Раду Кампулунгом.